# Onda de matéria
Em mecânica quântica, uma onda de matéria ou onda de De Broglie é a onda (dualidade onda-partícula) de matéria. As relações de De Broglie mostram que o comprimento de onda é inversamente proporcional ao momento linear da partícula e que a frequência é diretamente proporcional à energia cinética da partícula. O comprimento de onda de matéria é também chamado comprimento de onda de De Broglie.
Em 1924, em sua tese de doutorado, o físico francês, Louis de Broglie (1892-1987), formulou uma hipótese na qual afirmava que:
Toda a matéria apresenta características tanto ondulatórias como corpusculares comportando-se de um ou outro modo dependendo do experimento específico.
Para postular esta propriedade da matéria, De Broglie se baseou na explicação do efeito fotoelétrico, que pouco antes havia sido apresentada por Albert Einstein sugerindo a natureza corpuscular da luz. Para Einstein, a energia transportada pelas ondas luminosas estava quantizada, distribuída em pequenos pacotes de energia ou quanta de luz, que mais tarde seriam denominados fótons, e cuja energia dependia da frequência da luz através da relação {\displaystyle E=h\nu \;}, onde {\displaystyle \nu \;} é a frequência da onda luminosa e {\displaystyle h\ \;} a constante de Planck. Albert Einstein propunha desta forma que, em determinados processos, as ondas eletromagnéticas se comportam como corpúsculos. De Broglie se perguntou se tal não poderia se dar de maneira inversa, ou seja, que uma partícula material (um corpúsculo) pudesse mostrar o mesmo comportamento que uma onda.
O físico francês relacionou o comprimento de onda, λ (lambda) com a quantidade de movimento da partícula, mediante a fórmula:
{\displaystyle \lambda ={\frac {h}{mv}}},
onde λ é o comprimento da onda associada à partícula de massa m que se move a uma velocidade v, e h é a constante de Planck. O produto {\displaystyle mv\ \;}é também o módulo do vetor {\displaystyle {\vec {p}}}, ou quantidade de momento da partícula. Olhando a equação, percebe-se que à medida que a massa do corpo ou sua velocidade aumenta, seu comprimento de onda diminui.
Esta hipótese se confirmou três anos depois para os elétrons, com a observação dos resultados do experimento da dupla fenda de Young na difração de elétrons em duas investigações independentes. Na Universidade de Aberdeen, George Paget Thomson passou um feixe de elétrons através de uma placa de metal delgada e observou os diferentes esquemas preditos. Nos Laboratórios Bell, Clinton Joseph Davisson e Lester Halbert Germer guiaram seu feixe através de uma rede cristalina.
A equação de De Broglie pode ser aplicada a toda a matéria. Os corpos macroscópicos também têm uma onda associada mas, dado que sua massa é muito grande, o comprimento de onda resulta tão pequeno ao ponto de ser impossível perceber suas características ondulatórias.
De Broglie recebeu o Prêmio Nobel de Física em 1929 por esse trabalho, o que o fez ser a primeira pessoa a receber um Prêmio Nobel sobre uma tese de doutorado. Thomson e Davisson compartilharam o Nobel de 1937 por seu trabalho experimental.

## Contexto histórico
Após avanços feitos por Max Planck (1858–1947) e Albert Einstein (1879–1955) na compreensão do comportamento dos elétrons e o que seria conhecido como  física quântica, Niels Bohr (1885–1962) começou (entre outras coisas) tentando explicar como os elétrons se comportam. Ele veio com novas ideias fundamentais sobre os elétrons e matematicamente derivada da equação de Rydberg, uma equação que só foi descoberta por tentativa e erro. Essa equação explica as energias da luz emitida quando gás hidrogênio é comprimido e eletrificado (similarmente aos sinais de neônio, as lâmpadas de neon, mas com hidrogênio neste caso). Infelizmente, este modelo somente funcionava para a configuração do átomo de hidrogênio, mas suas ideias eram tão revolucionárias que romperiam com a clássica visão do comportamento dos elétrons e pavimentou o caminho para novas ideias no que se tornaria a física quântica e a mecânica quântica.
Louis de Broglie (1892–1987) tentou expandir as ideias de Bohr, expandindo sua aplicação para além do hidrogênio. Na verdade, ele procurou uma equação que pudesse explicar as características do comprimento de onda de toda a matéria. Esta equação foi experimentalmente confirmada em 1927 quando os físicos Lester Germer e Clinton Davisson dispararam elétrons em um alvo cristalino de níquel e o padrão de difração resultante obtido concordava com os valores previstos. Na equação de Broglie o comprimento de onda de um elétron é uma função da constante de Planck (6.626×10−34 joule-segundos) dividido pelo momento (não relativisticamente, sua massa multiplicada pela sua velocidade). Quando seu momento é muito grande (relativamente à constante de Planck), então o comprimento de onda de um objeto é muito pequeno. Isto no caso de objetos com energias triviais, tais como uma pessoa; dado o enorme momento de uma pessoa comparado com a muito pequena constante de Planck, o comprimento de onda de uma pessoa seria muito pequeno (na ordem de 10−35 nanômetros ou menor) a ponto de ser indetectável por qualquer ferramenta de medida. Por outro lado, partículas muitas pequenas (como os elétrons em materiais típicos diariamente) têm um momento muito baixo comparado com os objetos macroscópicos. Neste caso, o comprimento de onda de Broglie pode ser grande o suficiente para que a natureza ondulatória da partícula resulte em efeitos observáveis.
O comportamento como ondas de partículas de momentos pequenos é análogo àquele da luz. Como um exemplo, microscópios eletrônicos usam elétrons, ao invés de luz, para observar objetos muito pequenos. Dado que elétrons tipicamente tem mais momento do que fótons, seu comprimento de onda de Broglie irá ser menor, resultando em melhor resolução espacial.

## As relações de De Broglie

### Mecânica quântica
As equações de Broglie relacionam o comprimento de onda {\displaystyle ~\lambda ~} ao momento linear {\displaystyle ~p~}, e a frequência {\displaystyle ~f~} à energia total {\displaystyle ~E~}, (incluindo sua energia de repouso, respectivamente, de uma partícula):
{\displaystyle \lambda ={\frac {h}{p}}}
e
{\displaystyle f={\frac {E}{h}}}
onde {\displaystyle ~h~} é a constante de Planck. As duas equações são também escritas como:
{\displaystyle p=\hbar k}
e
{\displaystyle E=\hbar \omega }
Utilizando as definições...
- {\displaystyle ~\hbar =h/(2\pi )~} é a constante de Planck reduzida (também conhecida como constante de Dirac, pronunciada "h-barra" ou "h cortado"),
- {\displaystyle ~k~} é o número de onda angular, e
- {\displaystyle ~\omega ~} é a frequência angular.

Em cada par, o segundo é também referido como a relação de Planck-Einstein, dado que ela também foi proposta por Planck e Einstein.
Usando resultados da relatividade especial, as equações podem ser escritas como:
{\displaystyle \lambda ={\frac {h}{\gamma m_{0}v}}={\frac {h}{m_{0}v}}{\sqrt {1-{\frac {v^{2}}{c^{2}}}}}}
e
{\displaystyle f={\frac {\gamma \,m_{0}c^{2}}{h}}={\frac {1}{\sqrt {1-{\frac {v^{2}}{c^{2}}}}}}\cdot {\frac {m_{0}c^{2}}{h}}}
Onde {\displaystyle ~m_{0}~} é a massa em repouso da partícula, {\displaystyle ~v~} é a velocidade da partícula, {\displaystyle ~\gamma ~} é o fator de Lorentz e {\displaystyle ~c~} é a velocidade da luz no vácuo.

### Relatividade especial
Usando a fórmula do momento relativístivo da relatividade especial,
{\displaystyle p=\gamma m_{0}v}
seguem as equações a ser escritas como
{\displaystyle {\begin{aligned}&\lambda ={\frac {h}{\gamma m_{0}v}}={\frac {h}{m_{0}v}}{\sqrt {1-{\frac {v^{2}}{c^{2}}}}}\\&f={\frac {\gamma \,m_{0}c^{2}}{h}}={\frac {m_{0}c^{2}}{h{\sqrt {1-{\frac {v^{2}}{c^{2}}}}}}}\end{aligned}}}
onde m0 é a massa de repouso da partícula, v é a velocidade da partícula, γ é o fator de Lorentz e c é a velocidade da luz no vácuo.
A velocidade de grupo (igual à velocidade da partícula) não deve ser confundida com velocidade de fase (igual ao produto da frequência da partícula e seu comprimento de onda). No caso de um meio não dispersivo, acontecem de serem iguais, mas em outras formas acabam por ser diferentes.